# Hydrops caesurus
Hydrops caesurus — вид змій родини полозових (Colubridae). Мешкає в Південній Америці.

## Поширення й екологія
Hydrops caesurus мешкають у басейнах річок Парагвай і Парана, на території Бразилії (на півдні Мату-Гросу і заході Мату-Гросу-ду-Сула, зокрема в Пантаналі), Парагваю та Північної Аргентини. Вони живуть на берегах прісних водойм, ведуть водний спосіб життя. Відкладають яйця.